# Первичный нуклеосинтез
Первичный нуклеосинтез — совокупность процессов, которые привели к образованию химического состава вещества во Вселенной до появления первых звёзд.
К началу первичного нуклеосинтеза, через 3 минуты после Большого взрыва, соотношение нейтронов и протонов составляло 1 к 7. Через 20 минут после Большого взрыва первичный нуклеосинтез завершился: в барионной массе Вселенной стали доминировать водород (75 % массы) и гелий (25 % массы). В меньшем количестве образовались дейтерий, гелий-3 и литий-7, другие же элементы сформировались в незначительном количестве. Наблюдаемое содержание различных элементов достаточно хорошо сходится с теоретически предсказанным, за исключением содержания лития-7. Несмотря на это исключение, считается, что реальная распространённость химических элементов хорошо описывается существующей теорией и свидетельствует о правильности современных представлений о Большом взрыве.

## Описание
Первичный нуклеосинтез — совокупность процессов, которые привели к образованию химического состава вещества во Вселенной до появления первых звёзд.

### Предшествующие события
В момент времени 0,1 с после Большого взрыва температура Вселенной составляла около 3⋅1010 K, а её вещество представляло собой электрон-позитрон-нейтринную плазму, в которой в небольшом количестве имелись нуклоны: протоны и нейтроны. В таких условиях происходили постоянные превращения протонов в нейтроны и обратно в следующих реакциях:
{\displaystyle {\ce {n~{+}~e^{+}<=>p~{+}~{\tilde {\nu _{e}}}}}}
{\displaystyle {\ce {n + \nu_{e}<=> p + e^-}}}
{\displaystyle {\ce {n<=>p~{+}~e^{-}~{+}~{\tilde {\nu _{e}}}}}}
Первоначально прямые и обратные реакции уравновешивали друг друга, и равновесная доля нейтронов от всех нуклонов {\displaystyle X_{\text{n}}} зависела от температуры {\displaystyle T}:
{\displaystyle X_{\text{n}}={\frac {1}{1+\exp \left({\frac {Q}{kT}}\right)}},}
где {\displaystyle Q} — разность энергий покоя нейтрона и протона, равная 1,29 МэВ, а {\displaystyle k} — постоянная Больцмана. Когда температура снизилась до 3⋅109 K, что соответствует возрасту Вселенной в 10 секунд, эти реакции практически прекратились, а равновесие перестало сохраняться — в этот момент значение {\displaystyle X_{\text{n}}} составило около 0,17. Превращение нейтронов в протоны стало идти посредством бета-распада нейтрона со временем жизни около 880 секунд, и {\displaystyle X_{\text{n}}} стало убывать экспоненциально: к моменту начала первичного нуклеосинтеза, через 3 минуты после Большого взрыва, {\displaystyle X_{\text{n}}} снизилось до приблизительно 0,125, то есть на 1 нейтрон приходилось 7 протонов.

### Процесс
Когда с момента Большого взрыва прошло около 3 минут, температура Вселенной стала ниже 109 K. После этого стало возможно образование стабильных ядер дейтерия (дейтронов) при столкновении протона и нейтрона, практически все из которых в цепочке реакций превращались в более стабильные ядра гелия. Таким образом, практически все нейтроны в результате нуклеосинтеза оказались в ядрах гелия путём следующих реакций:
{\displaystyle {\ce {p + n -> d + \gamma}}}
{\displaystyle {\ce {d + d -> ^3_1H + p}}}
{\displaystyle {\ce {d + d -> ^3_2He + n}}}
{\displaystyle {\ce {d + ^3_1 H -> ^4_2He + n}}}
{\displaystyle {\ce {d + ^3_2 He -> ^4_2He + p}}}
Образование дейтронов было возможно и при более высоких температурах, но в таких условиях они были нестабильны и быстро распадались, а из-за невысокой плотности вещества столкновение двух ядер дейтерия с образованием более стабильного ядра было маловероятно. Тем не менее, возможны реакции с участием одного ядра дейтерия и одного нуклона, хотя их характерные сечения малы:
{\displaystyle {\ce {d + n -> ^3_1H + \gamma}}}
{\displaystyle {\ce {d + p -> ^3_2He + \gamma}}}
Некоторая часть ядер гелия-4 сформировала литий. К образованию лития-7 приводили следующие реакции:
{\displaystyle {\ce {^3_1 H + ^4_2 He -> ^7_3 Li + \gamma}}}
{\displaystyle {\ce {^3_2 He + ^4_2 He -> ^7_4 Be + \gamma}}}
{\displaystyle {\ce {{^{7}_{4}Be}+e^{-}->{^{7}_{3}Li}+\nu _{e}}}}
Формирование этих химических элементов завершилось, когда после Большого взрыва прошло 20 минут. Кроме этих элементов, при первичном нуклеосинтезе образовались и более тяжёлые ядра, однако из-за отсутствия стабильных ядер с атомным весом 5 или 8 доля этих элементов оказалась ничтожной (см. ниже).

### Результаты
Когда первичный нуклеосинтез завершился, большая часть протонов — ядер водорода — осталась в свободном состоянии, составив 75 % барионной массы Вселенной. Ядра гелия-4 составили около 25 % барионной массы — эта величина зависит от доли нейтронов среди всех нуклонов и с хорошей точностью вдвое превышает её, поскольку ядро гелия содержит 2 протона и 2 нейтрона.
Менее распространёнными изотопами оказались дейтерий, гелий-3 и литий-7. По наблюдательным данным относительное содержание дейтерия составило 2,5⋅10−5, гелия-3 — 0,9—1,3⋅10−5, лития-7 — 1,6⋅10−10, что в целом сходится с теоретическими предсказаниями (см. ниже). Также образовалось сопоставимое количество трития и бериллия-7, но эти изотопы нестабильны и после завершения первичного нуклеосинтеза распались: тритий превратился в гелий-3 путём бета-распада, а бериллий-7 — в литий-7 путём электронного захвата:
{\displaystyle {\ce {^{3}_{1}H->_{2}^{3}He~{+}~e^{-}~{+}~{\tilde {\nu _{e}}}}}}
{\displaystyle {\ce {^7_4 Be + e^- -> ^7_3 Li + \nu_{e}}}}
Доли других элементов в веществе, которое образовалось при первичном нуклеосинтезе, оказались незначительными: например, относительное содержание бора-11 составило около 3⋅10−16, а углерода, азота и кислорода в сумме ― 10−15. Эти элементы в таком малом количестве не могли как-либо повлиять на параметры и эволюцию первых звёзд, которые сформировались из этого вещества.

## Проверка космологических параметров
Наблюдаемые результаты первичного нуклеосинтеза дают возможность проверить, насколько правильными являются соответствующие теоретические модели. Так, например, стандартная модель первичного нуклеосинтеза — сценарий, где физика элементарных частиц описывается стандартной моделью, а космология — моделью ΛCDM, имеет лишь один свободный параметр {\displaystyle \eta }: отношение числа барионов во Вселенной к числу фотонов. Поскольку число фотонов известно из наблюдений реликтового излучения, то {\displaystyle \eta } зависит только от плотности барионов во Вселенной.
От параметра {\displaystyle \eta } зависит содержание элементов первичного нуклеосинтеза. С ростом {\displaystyle \eta } понижается конечное содержание дейтерия и гелия-3: чем больше барионная плотность, тем быстрее и эффективнее идут реакции превращения этих ядер в ядра гелия-4, и тем меньше их остаётся к завершению первичного нуклеосинтеза. Наоборот, содержание гелия-4 возрастает при увеличении {\displaystyle \eta }, хотя и довольно медленно: чем выше барионная плотность, тем раньше начинается первичный нуклеосинтез и тем большую долю от всех нуклонов составляют нейтроны, практически все из которых связываются в ядра гелия. Зависимость конечного содержания лития-7 от {\displaystyle \eta } немонотонна и имеет минимум при {\displaystyle \eta } около 2—3⋅10−10 — это связано с тем, что литий образуется в двух цепочках реакций, одна из которых идёт при малых {\displaystyle \eta }, а другая — при больших, кроме того, вместе с образованием ядер лития шёл их распад.
Таким образом, если стандартная модель первичного нуклеосинтеза верна, то содержание различных химических элементов должно соответствовать одному и тому же {\displaystyle \eta }. Эту величину возможно измерить и другими методами, например, по параметрам анизотропии реликтового излучения — такая оценка {\displaystyle \eta } также должна согласовываться с распространённостью химических элементов. Оценка {\displaystyle \eta }, полученная по данным WMAP, равна 6,2⋅10−10 и соответствует данным о содержании дейтерия, гелия-3 и гелия-4; для лития-7 теоретическая оценка в 4 раза превышает наблюдаемое значение. Для решения этой проблемы предлагаются различные решения, но в целом считается, что реальная распространённость химических элементов хорошо описывается существующей теорией и свидетельствует о правильности современных представлений о Большом взрыве.

### Комментарии
1. ↑  {\displaystyle {\ce {n}}} — нейтрон, {\displaystyle {\ce {p}}} — протон, {\displaystyle {\ce {e^-}}} и {\displaystyle {\ce {e^+}}} — электрон и позитрон, {\displaystyle {\ce {\nu_{e}}}} и {\displaystyle {\ce {\tilde {\nu _{e}}}}} — электронное нейтрино и антинейтрино
2. ↑  {\displaystyle {\ce {d}}} — дейтрон, {\displaystyle {\ce {\gamma}}} — фотон
3. ↑  Относительное содержание — отношение количества частиц данного изотопа к количеству частиц водорода